# 东风乡 (炎陵县)
东风乡，是中华人民共和国湖南省株洲市炎陵县下辖的一个乡镇级行政单位。
1949年时，此地称太平墟，是金紫仙山脚的小镇，属安仁县。1949年之后，划入炎陵县的前身酃县，是为东风乡:42。

## 行政区划
东风乡下辖以下地区：
高山村、高峰村、金山村、木新村、太平岭村、东星村、西草坪村、新垅村、上村、三口村、红星村、红光村和沿汾村。